# Escola Tècnica Superior d'Arquitectura de Barcelona
La Escola Tècnica Superior d'Arquitectura de Barcelona (il cui acronimo è ETSAB) è una scuola di architettura dell'Università politecnica della Catalogna, che prepara e rilascia il titolo di architetto, oltre a dottorati e vari master universitari.

## Storia
La scuola è stata fondata nel 1875 ed è la più antica della Catalogna e la seconda di Spagna dopo quella di Madrid. Le sue origini risalgono alla Escola de la Llotja, fondata nel 1775, e alla Reial Academia Catalana de Belles Arts de San Jordi fondata nel 1850.
L'attuale edificio si trova al 649 dell'Avinguda Diagonal, all'interno della Zona Universitària, e iniziò a funzionare nel 1961. Attualmente la scuola ha oltre 3000 studenti e 300 professori ed è molto rinomata, tanto da esser considerata la migliore università di architettura spagnola e una delle migliori in Europa.
L'ETSAB ha avuto tra i suoi studenti alcuni dei principali esponenti del modernismo catalano come Lluís Domènech i Montaner, Antoni Gaudí e Josep Puig i Cadafalch. Oltre agli architetti modernisti, diversi altri studenti dell'ETSAB hanno esercitato una notevole influenza nella costruzione della città: da Josep Lluís Sert e Josep Antoni Coderch ad architetti contemporanei come Rafael Moneo, Oriol Bohigas, Albert Viaplana ed Enric Miralles. Altri famosi studenti della scuola sono stati Bjarke Ingels, Ricardo Bofill, Óscar Tusquets e Carles Ferrater.